# Levensboom (Den Burg)

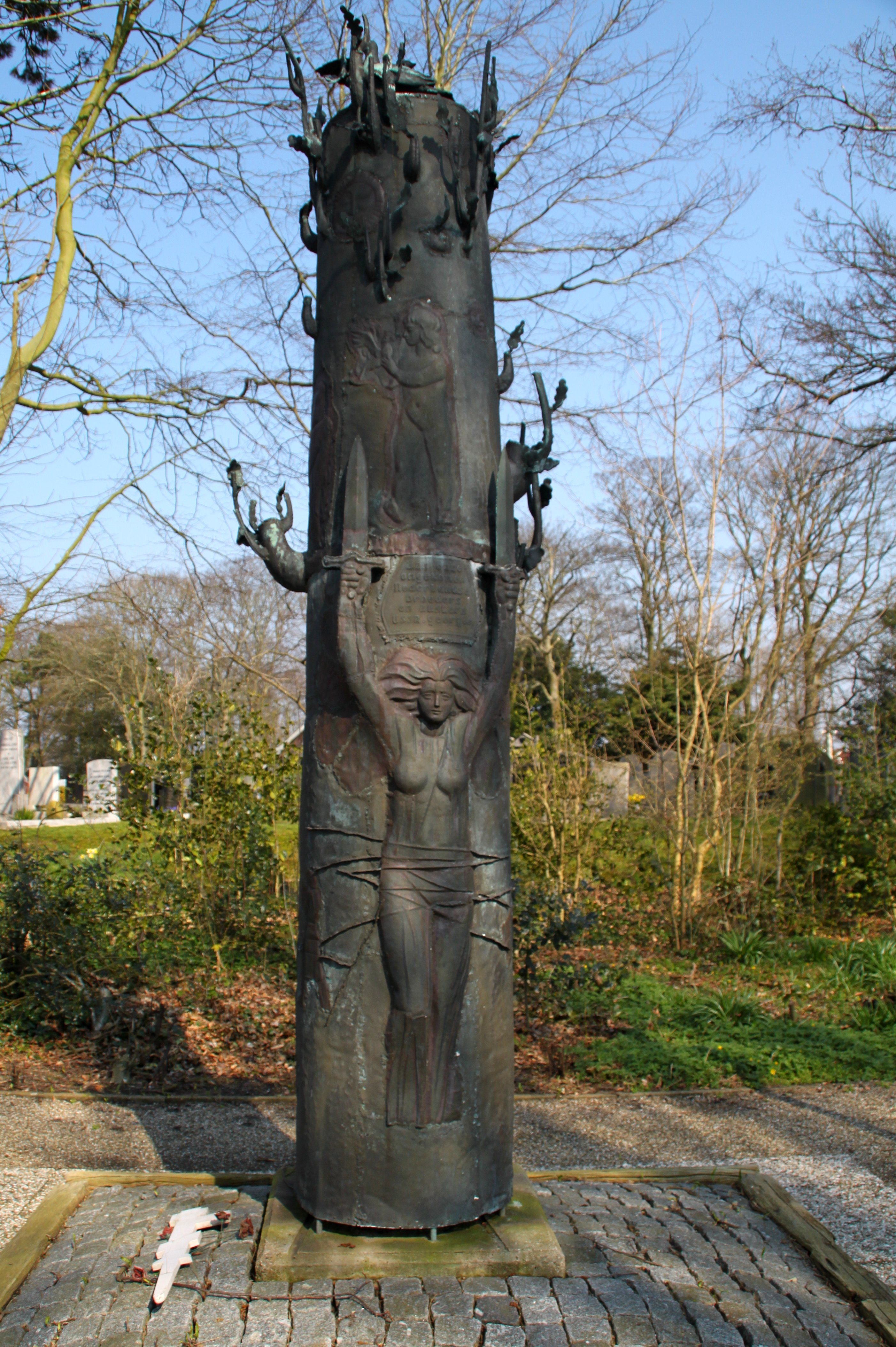
levensboom monument, 2014

De Levensboom op de Algemene begraafplaats in Den Burg op Texel is een oorlogsmonument. Het werd op 4 mei 1975 onthuld en herdenkt de burgerslachtoffers van de Tweede Wereldoorlog. 
Het monument is een koperen kunstwerk, gemaakt door de  Georgiërs Giorgi (Gia) Dzjaparidze (Japaridze), Gogi Otsjaoeri (Ochiauri) en Zoerab Sakvarelidze. Het stelt een boomstam voor, waarop afbeeldingen zijn gedreven over oorlog en vrede. Het beeldt ook de onsterfelijkheid uit.  De boomstam staat op een betonnen voetstuk, het geheel is 3 meter 80 hoog.
De tekst op het monument luidt:
Aan onze omgekomen Nederlandse broeders en zusters,

USSR - Georgië